# فريدريك إس. كوليدغ
فريدريك إس. كوليدغ هو سياسي أمريكي، ولد في 7 ديسمبر 1841 في وستمنستر في الولايات المتحدة، وتوفي في 8 يونيو 1906 في فيتشبورغ في الولايات المتحدة. نشط حزبياً في الحزب الديمقراطي. وقد انتخب عضو مجلس نواب ماساتشوستس ‏ وانتخب عضو مجلس النواب الأمريكي ‏.